# Dalbulus gramalotes
Dalbulus gramalotes är en insektsart som beskrevs av Triplehorn och Nault 1985. Dalbulus gramalotes ingår i släktet Dalbulus och familjen dvärgstritar. Inga underarter finns listade i Catalogue of Life.